# Hans Adolf von Brause

Hans Adolf von Brause, Porträtfoto 1903

Hans Adolf von Brause (* 23. Februar 1847 in Sagan, Niederschlesien; † 2. Februar 1928 in Leipzig) war ein deutscher Reformpädagoge, Rektor und Vorsitzender des Sächsischen Philologenverbandes.

## Familie
Hans Adolf entstammte dem Adelsgeschlecht von Brause. Er war ein Sohn des preußischen Regierungsreferendars Adolf Friedrich von Brause (1812–1879) und der Emmeline geb. Sametzky (1818–1906), sowie ein Enkel des Generals Friedrich August Wilhelm von Brause.
Am 15. April 1879 heiratete er in Artern Anna Ottilie Beyer (1856–1911). Aus der Ehe gingen zwei Söhne und sieben Töchter hervor.

## Leben
Von Ostern 1861 bis Ostern 1869 besuchte er das Gymnasium zu Görlitz. Anschließend studierte er Philologie, Germanistik und Geschichte an den Universitäten von Halle (Saale) und Berlin. 1873 wurde er Mitglied der Landsmannschaft (später Corps) Neoborussia Halle.
Ostern 1873 übernahm er die Leitung einer Privatschule in Artern. Anfang November 1876 schied er aus dieser Stellung, um an der Universität Leipzig zu hospitieren. Ein Jahr darauf wurde er Vikar für Französisch und Deutsch an der I. Realschule zu Leipzig und legte 1878 vor der königlichen Prüfungskommission der Universität das Staatsexamen ab. Seine Anstellung erhielt er zunächst als provisorischer, ab 1881 als ständiger Oberlehrer an der I. Realschule zu Leipzig unter Direktor Pfalz. Während dieser Zeit wurden ihm zur weiteren Ausbildung in der französischen Sprache Studienaufenthalte in Paris und später in der französischsprachigen Schweiz gewährt.
1888 wurde er vom sächsischen Kultusministerium zum Direktor der Realschule in Stollberg berufen. 1892 ernannte ihn der Leipziger Oberbürgermeister Otto Georgi zum Direktor der II. städtischen Realschule in Leipzig-Reudnitz. In dieser Stellung und als Vorsitzender des sächsischen Philologenverbandes setzte er sich maßgeblich für den Ausbau und die Fortentwicklung des höheren lateinlosen Schulwesens in Sachsen und ganz Deutschland ein. Von Brause erkannte in den Realschulen das geeignete Mittel, um den breiten, von Industrialisierung und Verstädterung betroffenen Schichten der Bevölkerung eine den Erfordernissen der Zeit entsprechende Schulbildung zukommen zu lassen.
Nicht von ungefähr wurde die II. städtische Realschule im Leipziger Osten, da, wo die großen Weltfirmen ihre Geschäftshäuser und Fabriken erbauten, mit bis zu 1000 Schülern unter seiner Leitung zu einer der größten Bildungsstätten ihrer Art in Deutschland ausgebaut. Zwei große und gut ausgestattete Turnhallen sowie großzügige physikalische und chemische Experimentierräume, regelmäßige Exkursionen zu bedeutenden Industriebetrieben und Bildungsstätten in der näheren und weiteren Umgebung, Ferienwanderungen mit geschichtlicher oder naturwissenschaftlicher Zielsetzung und ein junger, akademischer Lehrkörper, der seine pädagogischen Ideen ohne schematischen Zwang entfalten konnte, zeugten von der erfolgreichen Umsetzung reformpädagogischer Maßnahmen unter Brauses Direktorat.
Bei den großen Versammlungen der lateinlosen höheren Schulen Deutschlands war er ein gesuchter Redner und stand vielen Schulgründern – etwa Hugo Gaudig oder dem Rabbiner Ephraim Carlebach beim Aufbau der Höheren Israelitischen Schule- als Ratgeber zur Seite. 1919 schied von Brause altersbedingt aus seinem Amt, widmete sich jedoch als Vorsteher eines Armendistrikts und als Waisenrat weiterhin verschiedenen sozialen Projekten.
Politisch engagierte er sich im nationalliberalen Lager und bemühte sich, die weltanschaulichen Gräben zwischen den Parteien während der Weimarer Republik zu beseitigen.
Im Alter von 81 Jahren verstarb von Brause in Leipzig und wurde unter großer öffentlicher Anteilnahme, u. a. von der Lehrer- und Schülerschaft seiner nunmehr nach Wilhelm Ostwald benannten Schule, auf dem Leipziger Südfriedhof bestattet.

Historische Aufnahme II. städtische Realschule Leipzig-Reudnitz, 1912
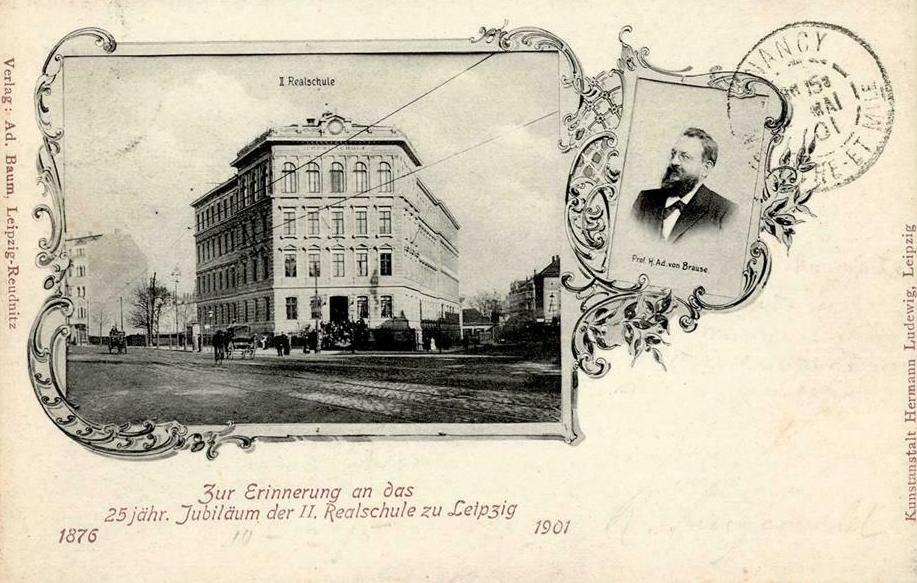
Postkarte zum 25-jährigen Jubiläum der Schule 1901
Lehrerkollegium II. städtische Realschule (sitzend, 5. von l.: Direktor Hans Adolf von Brause), 1913
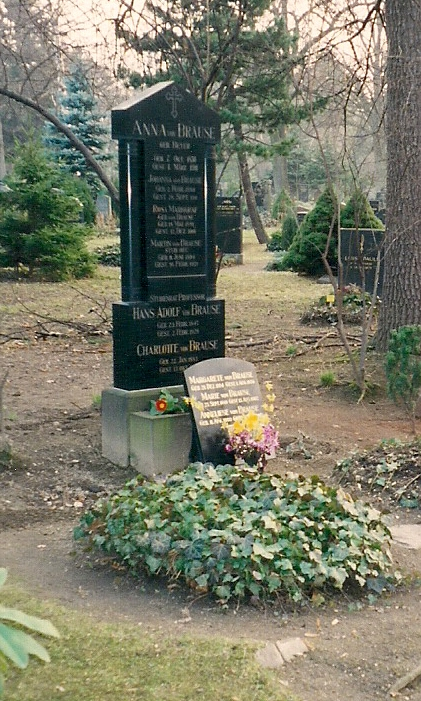
Grabmal Hans Adolf von Brause und Familie

## Ehrungen
- 1896 Professor
- 1903 Albrechts-Orden I. Klasse mit Krone
- 1909 Studienrat
- 1915 Kriegsverdienstkreuz (Sachsen)

## Mitgliedschaften
- Verein sächsischer Realschullehrer (ab 1919 Sächsischer Philologenverband): 1893–1896 Erster Beisitzer, 1896–1898 stellvertretender Vorsitzender, 1898–1917 Erster Vorsitzender
- Ehrenmitglied des Vereins ehemaliger Realschüler zu Leipzig-Reudnitz e.V.
- Mitglied der Freimaurerloge Balduin zur Linde in Leipzig; seit 1881, 1885–1896 im Amt des Redners